# جراح بن سنان
جراح بن سنان، مردی از بنی اسد است که از خوارج بود  در ماجرای ترور حسن بن علی در مُظلِم ساباط نقش داشت. وی با در دست داشتن خنجری، در منطقه مظلم، ناحیه ای از ساباط در مدائن، حسن مجتبی را مورد ضرب قرار داد که در پی آن، حسن فریادی برآورد و پس از غش کردن، از اسب به زمین افتاد. مردم نیز پس از آن بر جراح شوریدند و او را به قتل رساندند. جراحتی که او بر پای حسن وارد کرد، بسیار عمیق بود تا جایی که زخم به استخوان رسید. ابن ابی الحدید در شرح این ترور می‌نویسد: «جراح بن سنان لجام اسب حسن بن علی را به دست گرفت و سپس فریاد الله اکبر برآورد و گفت: ای حسن، پدرت مشرک شد و تو نیز بعد از او مشرک شدی، سپس به ناگاه خنجری را به پای حسن بن علی وارد کرد. سپس مردم بر او شوریدند و او را به نحوی ناگوار کشتند.»
بعد از جراحت حسن مجتبی را توسط همراهان به شهر مداعن که به گفته طبرسی سعد بن مسعود ثقفی که از افراد مورد تایید مجتبی بوده فرماندار مدائن بود برای معالجه بردن او نیز مقدمات معالجه و طبیب را فراهم و به گرمی از حضرت حسن استقبال کرد

## در علم رجال
نمازی شاهرودی، او را ملعون و مذموم گزارش می‌کند.